# Höhenkirchen-Siegertsbrunn
Höhenkirchen-Siegertsbrunn là một đô thị thuộc huyện München bang Bayern nước Đức.